# شینگ یو
شینگ یو (چینی: 行宇؛ انگلیسی: Xing Yu؛ زادهٔ ۲۷ دسامبر ۱۹۷۸) بازیگر اهل چین است.
از فیلم‌ها یا برنامه‌های تلویزیونی که وی در آن نقش داشته‌است، می‌توان به نقطه اشتعال، شائولین، ایپ من، استاد زد: میراث ایپ من، سوار شو و محافظان و آدمکش‌ها اشاره کرد.